# Казка про Білку-хазяєчку та Мишу-лиходієчку
«Казка про Білку-хазяєчку та Мишу-лиходієчку» — український радянський втрачений анімаційний фільм 1928 року Київської фабрики ВУФКУ, режисер — В'ячеслав Левандовський. Фільм виконано у техніці графічної анімації. Загальний метраж фільму — близько 150 метри.

## Історія
Сценарій фільму написав Б. Туровський. Фільм — екранна версія народної казки — кінорозповідь про хазяйновиту й працьовиту білку, що збирає собі запаси на зиму, та про ліниву та злодійкувату мишу, яка запасів не робить, а все намагається поцупити харчі з білчиної комори.

### Знімальна група
- Режисер: В'ячеслав Левандовський
- Сценарист: Б. Туровський
- Аніматори: Володимир Дев'ятнін, В'ячеслав Левандовський.[2]